# Szymon Jędrzejczak
Szymon Jędrzejczak (ur. 2 października 1986, zm. 1 października 2005) – polski pływak, członek Kadry Narodowej Juniorów. Brat pływaczki Otylii Jędrzejczak.
Reprezentował kluby: Pałac Młodzieży Katowice, Kusy Chorzów i AZS-AWF Katowice na dystansach 100 i 200 m delfinem. Był brązowym medalistą mistrzostw Polski seniorów i młodzieżowców 2004 w sztafecie. Zginął w wypadku samochodowym spowodowanym przez jego siostrę w Miączynie. Został pochowany na cmentarzu w Kłóbce.